# Barry Jackson
Barry Jackson (ur. 29 marca 1938 w Birmingham, zm. 5 grudnia 2013 w Londynie) – angielski aktor filmowy i telewizyjny.

## Filmografia
seriale
- 1954: Disneyland jako Wheeler
- 1963: Doktor Who jako Ascaris
- 1975: Poldark jako Charlie Kempthorne
- 1997: Morderstwa w Midsomer jako Doktor George Bullard
- 2001: Micawber jako Pastor

film
- 1962: The Primitives jako Posłaniec
- 1970: Córka Ryana jako Kapral
- 2001: Anioł zemsty jako Właściciel stawu
- 2011: Przybrany syn jako Tom Jenkins